# Cytologie pathologique
La cytologie pathologique (ou « cytopathologie ») est une branche de la biologie médicale et de l'anatomopathologie consistant en l'analyse des cellules de divers liquides biologiques.
- En France :
  - la biologie médicale s'intéresse plus aux liquides de ponction ou d'épanchement sur un versant hématologique et ceci d'un point de vue à la fois quantitatif et qualitatif ;
  - l'anatomopathologie s'intéresse aux cellules cancéreuses non hématologiques ou aux frottis vaginaux par exemple, d'un point de vue essentiellement qualitatif.